# Amber Hunt
Amber Hunt (26 de agosto de 1978) é uma jornalista, podcaster e autora americana conhecida por contar histórias sobre crimes reais.
Ela é a apresentadora e co-criadora de três podcasts sobre crimes reais, Accused, Aftermath e Crimes of the Centuries, além de ter publicado quatro livros sobre o gênero. Desde fevereiro de  2020, ela trabalha como repórter investigativa no The Cincinnati Enquirer.

## Carreira
Depois de cobrir notícias locais em pequenos jornais em Iowa e Michigan, Hunt foi contratada pela Detroit Free Press, onde cobriu crimes por quase oito anos.[carece de fontes?] Em 2005, ela ganhou o Prêmio Al Nakkula de Reportagem Policial da Universidade do Colorado em Boulder. Em 2007 e 2008, ela apareceu no programa Dateline da NBC, primeiro em um episódio chamado "The Valentine's Day Mystery" e depois em "Disappearance at the Dairy Queen" (mais tarde alterado para "The Case of the Girl Who Never Came Home).
O quarto livro de Hunt, lançado em dezembro de 2014, se chama The Kennedy Wives: Triumph and Tragedy in America's Most Public Family, co-escrito com o amigo de longa data David Batcher. O livro foi um best-seller do New York Times e do Wall Street Journal. Em 11 de dezembro de 2014, tinha uma classificação de 4,5 no Goodreads.
O primeiro livro sobre crimes reais de Hunt foi Dead But Not Forgotten, lançado em agosto de 2010, que examinava o assassinato de Barbara George em 1990, uma mãe de 32 anos de idade com dois filhos, cujo marido Michael foi preso em 2007 pelo tiroteio no subúrbio de Detroit. O livro de Hunt, lançado antes do segundo julgamento de Michael George no caso, foi acusada de minar a testemunha-chave da promotoria. Nos agradecimentos de Hunt, ela dedicou o livro a sua mãe, que ela escreveu que morreu de câncer quando ela tinha doze anos.
Em 2011, Hunt foi escolhida com o prêmio Knight-Wallace Fellow na Universidade de Michigan. No mesmo ano, ela foi indicada como Livingston Young Journalist por uma série de histórias escritas em 2010 sobre crimes nas ruas de Detroit. Em agosto de 2011, o segundo livro de crimes reais de Hunt, All-American Murder, foi lançado. O livro cobria a suposta morte por espancamento de Yeardley Love, cujo namorado George Huguely V foi acusado pela morte de Love em maio de 2010. Ela estava programada para ter dois lançamentos de livros de não ficção em 2014: um relato de crime real sobre os assassinatos de Blake e Mary Jo Hadley em 2011, que foram espancados até a morte por seu filho de 17 anos, Tyler Hadley, em Port St. Lucie, Flórida, e o livro sobre as esposas da família Kennedy. Hunt também é fotógrafo.
Em agosto de 2011, a Associated Press anunciou a contratação de Hunt como editora de notícias, supervisionando nos estados de Dakota do Norte e do Sul. Em julho de 2013, ela deixou a AP para se tornar uma repórter investigativa do The Cincinnati Enquirer. Em junho de 2014, See How Much You Love Me: A Troubled Teen, His Devoted Parents, and a Cold-Blooded Killing foi lançada pelo selo de crimes verdadeiros de St. Martin. Hunt começou a dar aulas num curso de jornalismo na Universidade de Cincinnati em 2015. Em 2016, Hunt iniciou um podcast chamado Accused, que foi um sucesso de crítica e popular que alcançou o primeiro lugar na lista de podcasts do iTunes. Em 2017, uma segunda temporada de Accused foi lançada. Concentrou-se no assassinato de Retha Welch em 1987 e na condenação injusta de William Virgil. Em 2018, ela também relatou e narrou um podcast chamado Aftermath sobre violência armada na América. Essa temporada se concentrou na misteriosa morte de Dave Bocks em uma usina de processamento de urânio.
Em abril de 2018, uma fotografia de Hunt a mostrava comemorando com a redação do Enquirer pela conquista do Prêmio Pulitzer na categoria de reportagem local. Hunt estava entre os mais de 60 jornalistas cujo trabalho em um projeto intitulado "Seven Days of Heroin" ganhou o prêmio. O projeto foi liderado pelo editor do Enquirer, Peter Bhatia, que deixou aquela redação para o Detroit Free Press em agosto de 2017.